# They Might Be Giants

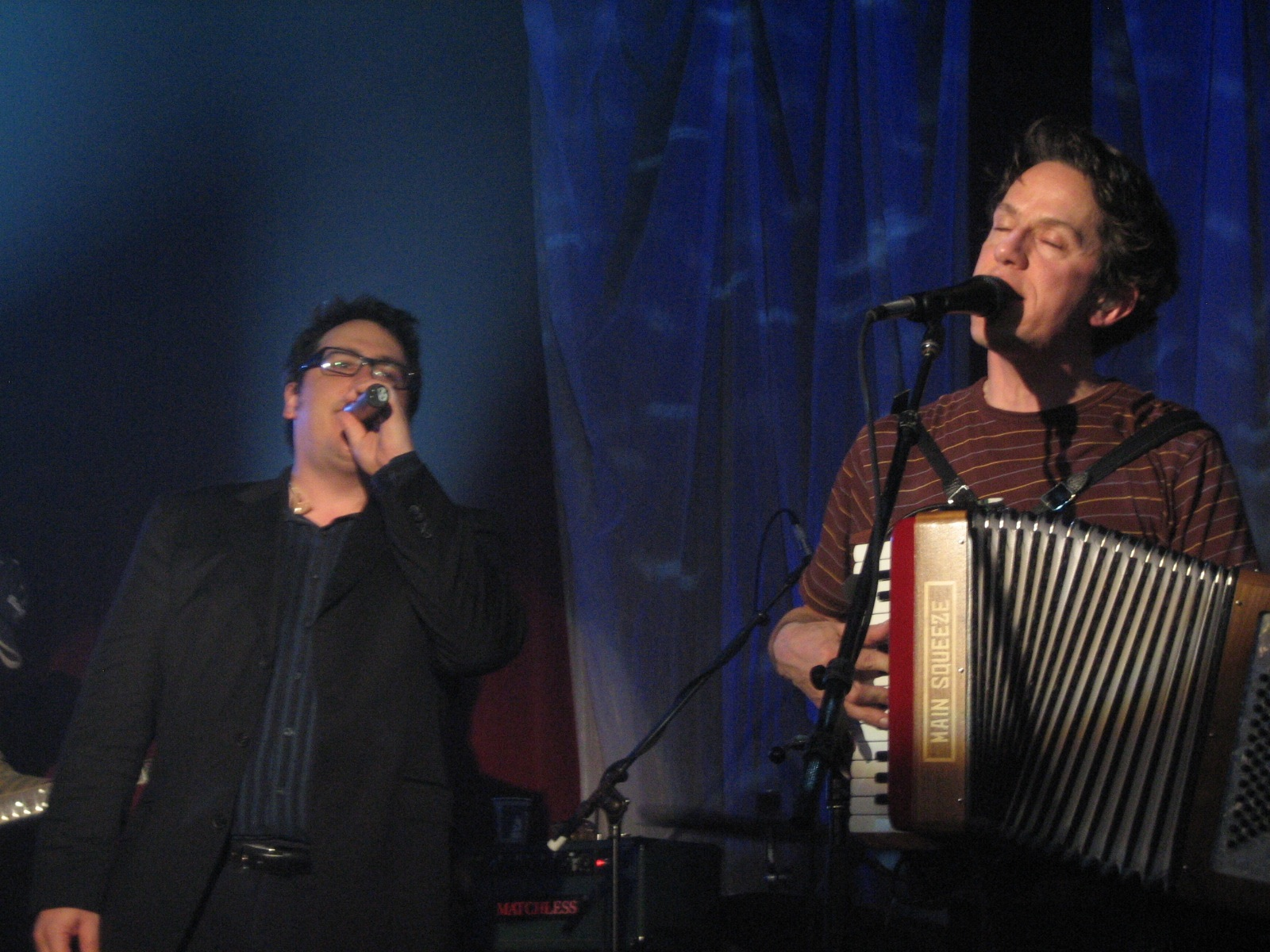
They Might Be Giants live 2005.

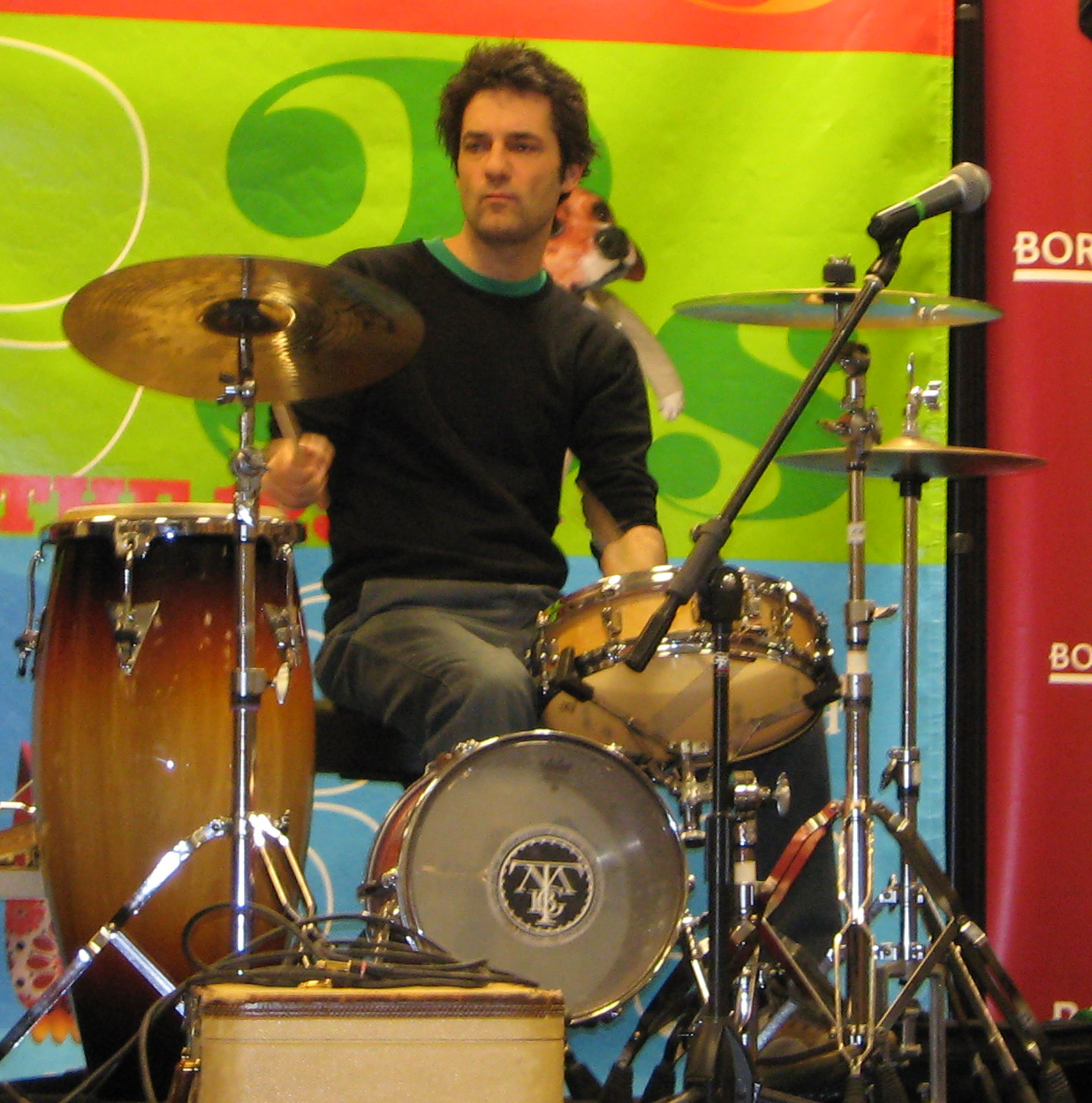
Marty Beller 2008.

They Might Be Giants (ofta förkortat TMBG) är en amerikansk pop/rockduo bestående av John Linnell och John Flansburgh och som bildades 1982. TMBG:s mest kända låtar inkluderar "Birdhouse in Your Soul"  (från albumet Flood, 1990), "Don't Let's Start" (They Might Be Giants, 1986), och "Ana Ng" (Lincoln, 1988). Genom deras framträdande i tv-serien Tiny Toon Adventures blev även deras låt "Particle Man" och deras coverversion av the Four Lads sång "Istanbul (Not Constantinople)" uppmärksammade. Låten "Boss of Me" var temalåten till komediserien Malcolm - Ett geni i familjen som de år 2002 fick en Grammy Award för. Bandet har även blivit föremål för en dokumentärfilm Gigantic (A Tale of Two Johns) (2003) regisserad av AJ Schnack.  År 2011 var bandet med i MMORPG-spelet "Adventure Quest Worlds". 

## Bandets namn
Bandets namn kommer från filmen They Might Be Giants från 1971 med George C. Scott och Joanne Woodward i rollerna (filmen är baserad på en teaterpjäs med samma namn skriven av James Goldman.) Titeln på pjäsen (och filmen) är en referens till Don Quijote, som misstog väderkvarnar för jättar.
Bandets namn parodieras i Terry Pratchetts roman Soul Music av dvärg-rockbandet "We're Certainly Dwarfs".

## Diskografi

### Studioalbum
- They Might Be Giants (1986)
- Lincoln (1988)
- Flood (1990)
- Apollo 18 (1992)
- John Henry (1994)
- Factory Showroom (1996)
- Severe Tire Damage (1998)
- Mink Car (2001)
- No! (2002)
- The Spine (2004)
- Here Come the ABCs (2005)
- The Else (2007)
- Here Come The 123s (2008)
- Join Us (2011)
- Nanobots (2013)

### Samlingsalbum, internetutgivningar
- Miscellaneous T (1991)
- Live!! New York City 10/14/94 (1994)
- Then: The Earlier Years (1997)
- Live (1999)
- Long Tall Weekend (1999) (enbart internetutgivning)
- They Got Lost (2002)
- Dial-A-Song: 20 Years Of They Might Be Giants (2002)
- Venue Songs (2004) (enbart internetutgivning)
- Almanac (album) (2004) (enbart internetutgivning)
- Users Guide to They Might Be Giants: Melody, Fidelity, Quantity (album) (2005)

### EP, singlar, och demor
- Wiggle Diskette (1985)
- 1985 Demo Tape (1985)
- Don't Let's Start (1987)
- (She Was A) Hotel Detective (1987)
- They'll Need A Crane (1989)
- Purple Toupee (1989)
- Birdhouse In Your Soul (1989)
- Istanbul (Not Constantinople) (1990)
- I Palindrome I (1992)
- The Guitar (The Lion Sleeps Tonight) (1992)
- Why Does The Sun Shine (1993)
- O Tannenbaum (1993)
- Back To Skull (1994)
- S-E-X-X-Y (1996)
- Working Undercover For The Man (2000)
- Boss Of Me (2000)
- Man, It's So Loud in Here (2000)
- Music From Malcolm In The Middle (2000)
- They Might Be Giants In Holidayland (2001)
- Bed, Bed, Bed (2003)
- Indestructible Object (2004)
- The Spine Surfs Alone (2004)